# Kurator (socialt arbete)
Kurator (ibland, särskilt i finlandssvenska, socialkurator) är ett yrke som innehas främst av socionomer. En kurator arbetar med psykosocialt arbete, oftast inom sjukvård eller skola. 
Skyddad yrkestitel gäller för kuratorer som är verksamma inom hälso- och sjukvård. Detta innebär att det bara är den som har legitimation för yrket som får använda titeln hälso- och sjukvårdskurator eller använda en titel som kan förväxlas med den skyddade titeln, som bör förbehållas dem med legitimation. Enligt  4 kap. 6 § patientsäkerhetslagen (2010:659,PSL) får i yrkesverksamhet på hälso- och sjukvårdens område den som inte har legitimation inte använda en titel som kan förväxlas med en skyddad yrkestitel. För att erhålla legitimation behöver man gå en Hälso- och sjukvårdskuratorutbildning utöver den grundläggande socionomutbildningen.(Övergångsregler för yrkesverksamma kuratorer år 2019). Kuratorsarbetet är ej myndighetsutövning, vilket är fallet med socialsekreterare. Däremot föreligger anmälningsplikt till exempel om ett barn misstänks fara illa, vilket innebär att kuratorn kan vara skyldig att göra en orosanmälan till socialtjänsten.

## Legitimerad kurator i hälso- och sjukvård
Hälso- och sjukvårdskurator är en skyddad titel, vilket innebär att man måste ha avlagt en Hälso- och sjukvårdskuratorsexamen för att kunna använda det som sin yrkestitel.
Legitimation som Hälso- och sjukvårdskurator utfärdas av socialstyrelsen med stöd av övergångsbestämmelser. En person utan socialstyrelsens godkännande får inte kalla sig kurator inom hälso- och sjukvårdens områden eller använda ordet som morfem i nybildade ord utan denna legitimation. Ej heller får en titel som kan sammanblandas med denna titel användas, exempelvis "kurator". Undantag är exempelvis skolkurator och utställningskurator, som ju heller inte arbetar inom hälso- och sjukvården. 
Arbetsuppgifter i sjukvården kan vara att hjälpa patienten att ansöka om stöd från till exempel kommunen. Förutom det psykosociala arbetet som infattar ekonomi, boende, sysselsättning, arbetar även kuratorn ofta med stödsamtal, psykosocialt behandlingsarbete och att handleda andra yrkeskategorier i psykosociala frågor. 
Kuratorn kan i vissa fall ha en vidareutbildning i psykoterapi. En kurator kan bedriva psykoterapi på egen hand och tituleras legitimerad psykoterapeut efter att ha läst psykoterapeutprogrammet. En kurator får använda titeln legitimerad psykoterapeut efter att ha inhämtat rätten till legitimation hos Socialstyrelsen.

## Skolkurator
Skolkuratorn ingår oftast i skolans elevhälsa, där även specialpedagog, skolläkare, skolsköterska och skolpsykolog ingår. 
En skolkurator stöttar de barn som har problem med skolan eller i hemmet eller med andra psykosociala frågor. En skolkurator kan också arbeta med stödsamtal och med att handleda lärare i psykosociala frågor. Skolkuratorn arbetar även mot mobbning. Barn och ungdomar behöver ofta en remiss eller föräldrars tillstånd för att träffa en kurator i sjukvården. De kan däremot gå till en kurator på skolan eller ungdomsmottagningen utan att föräldrarna behöver veta det. Ungdomen behöver dock då vara minst 12 år gamla, i annat fall krävs generellt vårdnadshavares samtycke för att en skolkurator skall ha rätt att samtala med en elev.[förklaring behövs]